# Chikyūgai Shōnen Shōjo
Fora de Órbita (地球外少年少女, Chikyūgai Shōnen Shōjo) é uma série de anime japonês de ficção científica produzido pelo estúdio Production +h. A trama é escrita e dirigida por Mitsuo Iso e foi lançada pela Netflix no dia 28 de janeiro de 2022.
A segunda parte da série deve ser lançada em 11 de fevereiro de 2022 na plataforma.

## Enredo
Em 2045, quando os humanos viajam para o Espaço e a Inteligência Artificial é bastante avançada, duas crianças nascidas na Lua e três crianças da Terra viajando pelo universo se encontram em uma estação espacial japonesa, quando ocorre um acidente.

## Produção
A produção do anime foi anunciada oficialmente na convenção "Anime Central", em Chicago (EUA), em 20 de maio de 2018. Em 27 de outubro de 2020, foi lançado o teaser e o site oficial e anunciado que a série seria lançada no início de 2022, com investimento da Avex Pictures, Asmik Ace e outros. Inicialmente, o estúdio Signal.MD seria o encarregado para animar o projeto, mas mais tarde foi alterado para Production +h, um novo estúdio fundado por Fuminori Honda, ex-funcionário do estúdio Production I.G e ex-produtor de Signal-MD. Mais tarde o site oficial informou que a série será dividida em duas partes, com a primeira parte estreando em 28 de janeiro de 2022, e a segunda parte estreando em 11 de fevereiro de 2022.

## Elenco de dublagem
A série estreou na Netflix com dublagem em português realizada pelo estúdio Som de Vera Cruz, com direção de Leonardo Santhos e Vitória Crispim e tradução de Murillo Maldonado.
| Personagem          | Dublagem japonesa | Dublagem brasileira   |
| ------------------- | ----------------- | --------------------- |
| Tōya Sagami         | Natsumi Fujiwara  | Victor Hugo Fernandes |
| Konoha Б Nanase     | Azumi Waki        | Júlia Freitas         |
| Taiyō Tsukuba       | Kenshō Ono        | Mattheus Caliano      |
| Miina Misasa        | Chinatsu Akasaki  | Isabelle Cunha        |
| Hiroshi Tanegashima | Yumiko Kobayashi  | Enzo Dannemann        |
| Nasa Houston        | Mariya Ise        | Bia Menezes           |